# Hérissart
Hérissart – miejscowość i gmina we Francji, w regionie Hauts-de-France, w departamencie Somma.
Według danych na rok 1990 gminę zamieszkiwało 510 osób, a gęstość zaludnienia wynosiła 69 osób/km² (wśród 2293 gmin Pikardii Hérissart plasuje się na 528. miejscu pod względem liczby ludności, natomiast pod względem powierzchni na miejscu 657.).